# Shane Harper
Shane Steven Harper (La Jolla, 14 de fevereiro de 1993) é um ator, cantor e dançarino estadunidense. Como ator é conhecido pelo papel de Spencer Walsh na série Good Luck Charlie e como um dos dançarinos principais no filme High School Musical 2. Shane entrou na carreira musical em 2010, como artista solo, tendo lançado seu primeiro álbum, epônimo em 14 de fevereiro de 2012.

## Biografia
Harper nasceu em La Jolla, Califórnia. Ele começou a dançar e atuar aos 9 anos de idade e estava envolvido no teatro da comunidade e na competição de dança. Ele também começou a cantar e tocar violão e piano com a mesma idade. Harper é bem treinado em ballet, hip-hop, lírico, jazz e sapateado. Na primavera de 2006, um agente de talentos no júri de um concurso de danças regionais ofereceu à Harper uma representação na agência. Ele também estudou artes marciais desde os quatro anos até que aos doze anos obteve uma faixa preta em Karate.
Cantando na igreja toda a sua vida, Harper continuou a cultivar seu amor pela música. A família de Harper mudou-se de San Diego,  para Orange County, em 1998. Harper tem uma irmã mais velha, Samantha, também uma dançarina profissional, e um irmão mais novo, Sullivan, um modelo. Harper estava namorando a também atriz e cantora Bridgit Mendler, sua co-estrela na série Good Luck Charlie. Quando Bridgit foi perguntada: "Será que Spencer de Good Luck Charlie?" Que ela está namorando. Ela respondeu: "Não foi um daqueles ..."você se encontra em um conjunto e data instantaneamente", que levou dois anos"
Em 2015 Mendler e Harper terminaram.

### 2006–2009: Início e trabalhos na televisão
Harper teve papéis menores como bailarino principal em diversos shows e filmes como High School Musical 2, Re-Animated e Dance Revolution antes de se tornar um dos bailarinos principais em Nickelodeon Dance on the Sun.[4] Ele desembarcou em papéis de dança em 2006, incluindo bailarino principal para o vídeo da música Step Up com Samantha Jade.[5]
Ele também apareceu em um episódio de Zoey 101. Em 2010, Harper tem seus dois primeiros papéis no cinema nos filmes My Name Is Khan, como um personagem secundário em cada um.

### 2010–presente:Good Luck CharlieeShane Harper
Ainda em 2010, Harper também começou seu papel recorrente como Spencer Walsh na série Good Luck Charlie exibida pelo Disney Channel, atuando ao lado de Bridgit Mendler e co-estrelou em um episódio de Os Feiticeiros de Waverly Place. Ele também estrelou como convidado musical no So Random! cantando seu novo single, "One Step Closer".
Harper assinou com a AMI Records. O primeiro single de Harper, "Dance with Me", foi lançado em 30 de março de 2010. O vídeo da música foi lançado algumas semanas antes e apresenta Harper dançando e tocando guitarra. Em 2011, ele lançou "Rocketship", o segundo single de seu álbum. O álbum auto-intitulado, foi lançado em 12 de abril de 2011. O terceiro e último single lançado do álbum foi "Dancin' in the Rain". A garota do video é interpretado por Bridgit Mendler. Sua canção "Next Chapter of Our Lives" foi apresentado no final da série The Suite Life on Deck.
Em 2011, Harper abriu shows para Greyson Chance e Cody Simpson em seu Waiting 4U. Também abriu os shows para Miranda Cosgrove em sua Dancing Crazy Tour. A versão deluxe de seu álbum de estréia, "Shane Harper" foi lançado em seu 14 de fevereiro de 2012 apresentando quatro faixas bônus. As quatro faixas bônus incluem "Flat World", "Say It Cause I Know It" e um cover da música "Your Love", da banda The Outfield.

## Discografia
| Ano  | Detalhes do álbum                                                                                              | Singles                                                     |
| ---- | --- | ----------------------------------------------------------- |
| 2011 | Shane Harper' - Lançamento: 12 de abril de 2011 - Gravadora(s): AMI Records - Formato(s): CD, download digital | 1. "Dance with Me" 2. "Rocketship" 3. "Dancin' in the Rain" |

### EPs
| Ano  | Detalhes do álbum |
| ---- | --- |
| 2011 | Shane Harper (One Step Closer) - Lançamento: 12 de abril de 2011 - Gravadora: AMI Records - Formato(s): CD, download digital |
| 2012 | Dancin' in the Rain - Lançamento: 14 de agosto de 2012 - Gravadora: Deep Well Records - Formato(s): Download digital         |
| 2016 | Like I Did - Lançamento: 27 de maio de 2016 - Gravadora: Virgin Records - Formato(s): Download digital                       |

## Singles Promocionais
| Ano  | Título                     |
| ---- | -------------------------- |
| 2011 | We Need a Little Christmas |
| 2012 | One Step Closer            |

## Filmografia
| Ano  | Título                      | Personagem          | Notas          |
| ---- | --------------------------- | ------------------- | -------------- |
| 2006 | Re-Animated                 | Dançarino           | Filme para TV  |
| 2007 | High School Musical 2       | Dançarino princípal | Filme para TV  |
| 2010 | My Name Is Khan             | Tim                 | Papel de apoio |
| 2010 | Flipped                     | Matt Baker          | Papel de apoio |
| 2011 | Game Time: Tacklingthe Past | Sean Tate           | Filme para TV  |
| 2014 | Deus Não Está Morto         | Josh Wheaton        | Protagonista   |
| 2014 | Platinum: The Dance Movie   | Brandon             | Protagonista   |

| Ano  | Título                   | Personagem    | Notas                                   |
| ---- | ------------------------ | ------------- | --------------------------------------- |
| 2006 | Dance Revolution         | Dançarino     | Episódio: Dance Revolution              |
| 2007 | Zoey 101                 | Tenth Grader  | Episódio: Drippin' Episode              |
| 2008 | Dance on Sunset          | Nick 6        | 12 episódios                            |
| 2010 | Good Luck Charlie        | Spencer Walsh | Papel recorrente                        |
| 2011 | Wizards of Waverly Place | Fidel         | Episódio: Three Maxes and a Little Lady |
| 2012 | So Random!               | Ele mesmo     | Convidado musical                       |
| 2013 | Awkward                  | Austin        | 7 episódios                             |
| 2014 | Happyland                | Ian           | Protagonista                            |